# John Cho
John Cho (Seul, 16 giugno 1972) è un attore e musicista statunitense.

## Biografia
Nato in Corea del Sud, cresce a Los Angeles, dove i genitori si sono trasferiti nel 1978. Diplomatosi presso la Herbert Hoover High School, successivamente studia inglese presso Università della California - Berkeley, laureandosi nel 1996. Terminati gli studi, per qualche tempo, lavora come insegnante alla Pacific Hills School. Dal 2006 è sposato con l'attrice Kerri Higuchi, con la quale ha avuto due figli: un bambino nel 2008 e una bambina nel 2013.
Al cinema debutta con un piccolo ruolo nel film di Barry Levinson Sesso & potere. Dopo essere apparso in Felicity e Streghe, torna al cinema ottenendo ruoli sempre marginali in Bowfinger, American Beauty e American Pie, di quest'ultimo partecipa anche ai successivi sequel. Tra il 2001 e il 2002 interpreta Chau Presley nella serie televisiva Off Centre e affianca George Clooney nel film Solaris.
Nel 2004 è protagonista, assieme a Kal Penn, del film American Trip - Il primo viaggio non si scorda mai e del sequel del 2008 Harold & Kumar - Due amici in fuga. Ha interpretato il personaggio ricorrente di Kenny nella serie TV Ugly Betty, inoltre ha il ruolo di Hikaru Sulu nel film Star Trek di J. J. Abrams. Nel 2009 fa parte del cast della serie televisiva FlashForward, dove interpretata l'agente dell'FBI Demetri Noh. Nel 2014 è nel cast principale della serie Selfie. Nel 2021 è presente nel cast principale della serie tratta dall'anime Cowboy Bebop.
In campo musicale è la voce dei Viva La Union, gruppo losangelino formato da ex studenti di UCB e USC.

## Filmografia

### Cinema
- Sesso & potere (Wag the Dog), regia di Barry Levinson (1997)
- American Pie, regia di Paul Weitz e Chris Weitz (1999)
- Bowfinger, regia di Frank Oz (1999)
- American Beauty, regia di Sam Mendes (1999)
- I Flintstones in Viva Rock Vegas (The Flintstones in Viva Rock Vegas), regia di Brian Levant (2000)
- Guardo, ci penso e nasco (Delivering Milo), regia di Nick Castle (2001)
- Ritorno dal paradiso (Down to Earth), regia di Paul Weitz e Chris Weitz (2001)
- Evolution, regia di Ivan Reitman (2001)
- American Pie 2, regia di James B. Rogers (2001)
- Better Luck Tomorrow, regia di Justin Lin (2002)
- Big Fat Liar, regia di Shawn Levy (2002)
- Solaris, regia di Steven Soderbergh (2002)
- American Pie - Il matrimonio (American Wedding), regia di Jesse Dylan (2003)
- American Trip - Il primo viaggio non si scorda mai (Harold & Kumar Go to White Castle), regia di Danny Leiner (2004)
- In Good Company, regia di Paul Weitz (2004)
- American Dreamz, regia di Paul Weitz (2006)
- Quel genio di Bickford (Bickford Shmeckler's Cool Ideas), regia di Scott Lew (2006)
- The Air I Breathe, regia di Jieho Lee (2007)
- Harold & Kumar - Due amici in fuga (Harold & Kumar Escape from Guantanamo Bay), regia di Jon Hurwitz e Hayden Schlossberg (2008)
- Nick & Norah - Tutto accadde in una notte (Nick and Norah's Infinite Playlist), regia di Peter Sollett (2008)
- Star Trek, regia di J. J. Abrams (2009)
- Harold & Kumar - Un Natale da ricordare (A Very Harold & Kumar Christmas), regia di Todd Strauss-Schulson (2011)
- American Pie: Ancora insieme (American Reunion), regia di Jon Hurwitz e Hayden Schlossberg (2012)
- Total Recall - Atto di forza (Total Recall), regia di Len Wiseman (2012)
- Io sono tu (Identity Thief), regia di Seth Gordon (2013)
- Into Darkness - Star Trek (Star Trek Into Darkness), regia di J. J. Abrams (2013)
- Grandma, regia di Paul Weitz (2015)
- Star Trek Beyond, regia di Justin Lin (2016)
- Columbus, regia di Kogonada (2017)
- Gemini, regia di Aaron Katz (2017)
- Searching, regia di Aneesh Chaganty (2018)
- Between Two Ferns - Il film (Between Two Ferns: The Movie), regia di Scott Aukerman (2019)
- The Grudge, regia di Nicolas Pesce (2020)
- Non farmi andar via (Don't Make Me Go), regia di Hannah Marks (2022)
- Ghosted, regia di Dexter Fletcher (2023)
- Afraid (film), regia di Chris Weitz (2024)

### Televisione
- Streghe (Charmed) – serie TV, episodio 1x04 (1998)
- Off Centre – serie TV, 28 episodi (2000-2001)
- La vendetta del ragno nero (Earth vs. the Spider), regia di Scott Ziehl – film TV (2001)
- Dr. House - Medical Division (House M.D.) – serie TV, episodio 1x20 (2005)
- Kitchen Confidential – serie TV, 10 episodi (2005-2006)
- Grey's Anatomy – serie TV, episodio 2x24 (2006)
- How I Met Your Mother – serie TV, episodio 3x06 (2007)
- Ugly Betty - Serie TV, episodio 2X04 (2008)
- FlashForward – serie TV, 21 episodi (2009-2010)
- 30 Rock – serie TV, episodio 5x14 (2011)
- NTSF:SD:SUV:: – serie TV, episodio 1x02 (2011)
- Go On – serie TV, 19 episodi (2012-2013)
- Sleepy Hollow – serie TV, 7 episodi (2013-2014)
- Selfie – serie TV, 13 episodi (2014)
- New Girl – serie TV, episodio 5x03 (2016)
- The Exorcist – serie TV, 10 episodi (2017)
- Cowboy Bebop – serie TV, 10 episodi (2021)
- Afterparty – serie TV, 10 episodi (2023)
- Il simpatizzante (The Sympathizer), regia di Park Chan-wook, Fernando Meirelles e Marc Munden – miniserie TV, puntate 4-7 (2024)

## Doppiatori italiani
Nelle versioni in italiano delle opere in cui ha recitato, John Cho è stato doppiato da:
- Gianfranco Miranda in Star Trek, FlashForward, Total Recall - Atto di forza, Into Darkness - Star Trek, Star Trek Beyond, Cowboy Bebop, Ghosted
- Paolo Vivio in American Pie, American Pie 2, American Pie - Il matrimonio, American Pie: Ancora insieme, The Exorcist
- Simone D'Andrea in Harold & Kumar - Due amici in fuga, Harold & Kumar - Un Natale da ricordare, Searching, The Grudge, Non farmi andar via
- Roberto Gammino in La vendetta del ragno nero, Io sono tu
- Gabriele Lopez in Kitchen Confidential, Between Two Ferns - Il film
- Stefano Crescentini in Streghe
- Massimiliano Alto in Off Centre
- Nanni Baldini in American Trip - Il primo viaggio non si scorda mai
- Marco Baroni in Dr. House - Medical Division
- David Chevalier in Grey's Anatomy
- Carlo Scipioni in American Dreamz
- Paolo De Santis in How I Met Your Mother
- Corrado Conforti in 30 Rock
- Luca Sandri in NTSF:SD:SUV::
- Alberto Bognanni in Sleepy Hollow
- Ezio Conenna in Gemini